# Trombocitopenia
La trombocitopenia es cualquier situación de disminución de la cantidad de plaquetas circulantes en el torrente sanguíneo por debajo de los niveles normales, es decir, con un recuento plaquetario inferior a 100 000/mm³. En términos generales, los valores normales se ubican entre 150 000/mm³ y 400 000/mm³ plaquetas por milímetro cúbico (en unidades SI: 150-400 x 109/L).

## Causas
La trombocitopenia puede desencadenarse por 3 mecanismos:
- Disminución de la producción de plaquetas o producción de plaquetas anómalas: La anemia aplásica, la presencia de células neoplásicas en la médula ósea, la infección por VIH y los efectos de los fármacos y de la radioterapia son procesos que pueden disminuir la producción de plaquetas.
- Acumulación excesiva de plaquetas en el bazo: Incluso cuando la producción de plaquetas es normal, el bazo almacena aproximadamente el 30-40% de las plaquetas antes de empezar a liberarlas a la circulación. En los casos de esplenomegalia con hiperesplenismo el bazo puede acumular hasta el 80% de las plaquetas. La hipotermia puede ser un factor predisponente.
- Disminución de la supervivencia de las plaquetas: Se puede producir una destrucción de las plaquetas por mecanismos inmunitarios cuando el organismo elabora anticuerpos contra las propias plaquetas. Por otro lado, la destrucción plaquetaria no inmunológica se ha observado en situaciones como el consumo de drogas o de alcohol ya que en los vasos sanguíneos las plaquetas experimentan una lesión mecánica, y también cuando se produce un consumo excesivo de plaquetas por coagulación intravascular diseminada aguda o por púrpura trombótica trombocitopénica.

## Clasificación
- Trombocitopenia inducida por fármacos: Es una reacción mediada por mecanismos inmunitarios que disminuye el número de plaquetas circulantes durante los primeros 7 o más días desde el comienzo del tratamiento con un nuevo fármaco, o bien durante los 2-3 primeros días tras la reanudación de un tratamiento medicamentoso. El fármaco que desencadena con mayor frecuencia este proceso es la heparina no fraccionada. Los anticuerpos activan las plaquetas eliminándolas de la circulación. Si la trombocitopenia inducida por heparina no se identifica y trata rápidamente, se puede producir una agregación plaquetaria intravascular con rápido desarrollo de trombosis arterial y venosa. El uso de heparina de bajo peso molecular reduce este riesgo. La quinina, la quinidina y las sulfamidas pueden destruir las plaquetas por lisis mediadas por el complemento. Hay más fármacos que pueden reducir la producción plaquetaria, como los compuestos utilizados en quimioterapia. La interrupción de la administración del fármaco resuelve el problema.

- Púrpura trombocitopénica idiopática: Se debe a un trastorno autoinmunitario que da lugar a la formación de anticuerpos antiplaquetarios, de manera que las plaquetas muestran una susceptibilidad mayor frente a la fagocitosis y la destrucción en el bazo.

- Púrpura trombótica trombocitopénica: Es un trastorno relativamente raro que con mayor frecuencia afecta a mujeres que a hombres.[2] Puede deberse a una lesión endotelial con liberación de sustancias procoagulantes de las células del endotelio. Por esto la formación diseminada de trombos en las arteriolas y capilares de la microcirculación puede inducir una trombocitopenia potencialmente mortal con anemia hemolítica, insuficiencia renal y alteraciones neurológicas.

## Cuadro clínico
- Hematomas corporales.
- Palidez corporal.
- Epistaxis: Hemorragia nasal.
- Gingivorragia: Sangrado oral, encías.
- Hematuria: Presencia de sangre en la orina.
- Esputo: Mocos a las expectoración, al toser con sangre.
- Melena: Heces con sangre.
- Petequias: Erupción cutánea (pequeñas manchas rojas en el cuerpo).
- Ampollas cutáneas con contenido hemático.
- Hemorragia escleral.
- Equimosis (moretón o moratón, cardenal): acumulación de sangre bajo la piel.
- También pueden presentarse otros síntomas dependiendo de la causa de la afección. Es posible que la trombocitopenia leve no presente síntomas.

El recuento plaquetario inferior a 50 000/mm³ incrementa el riesgo de hemorragia secundaria a traumatismos mínimos. Si oscila entre 10 000 y 20 000/mm³ pueden aparecer hemorragias espontáneas. Los recuentos inferiores a 10 000/mm³ pueden ser mortales.
Complicaciones
Requiere de un tratamiento hospitalario en muchos casos, dependiendo de la gravedad de la situación. Se deben hacer controles mediante análisis de sangre, por cantidad de plaquetas acumuladas en el organismo. Así como también, control en la aparición de hematomas con frecuencia en el cuerpo, especialmente en brazos y piernas (gemelos).
Puede controlarse mediante medicamentos, pero puede producir la muerte a corto plazo si no se produce el aumento de las plaquetas en el organismo y si la coagulación sanguínea comienza a fallar descontroladamente impidiendo que la persona mantenga un desarrollo normal. Es muy importante un seguimiento médico constante en estos casos.

## Tratamiento
Se inicia cuando el recuento plaquetario es de 20 000 a 30 000/mm³, o bien si existe hemorragia o hay riesgo elevado de que aparezca con un recuento plaquetario menor de 50 000/mm³.
Como hay distintas etiologías para la trombocitopenia, su abordaje terapéutico varía.
- Trombocitopenia inducida por fármacos: El fármaco causante del cuadro debe ser retirado y sustituido por otro estructuralmente distinto si todavía se necesita el tratamiento. El recuento plaquetario se debe normalizar en unos 7-10 días. Si ha habido una hemorragia grave y el recuento plaquetario es menor de 20 000/mm³, se pautará un tratamiento temporal de sostén con glucocorticoides, plasmaféresis o transfusiones de plaquetas. Las transfusiones plaquetarias están contraindicadas si la trombocitopenia se debe a la heparina. En este caso, se suspendería la administración de heparina y se sustituiría por otro inhibidor potente de la trombina, como la lepirudina, el argatrobán o la danaparoida. Una vez desaparecida la trombocitopenia o conseguida la anticoagulación, se pautaría warfarina.

- Púrpura trombocitopénica idiopática: El tratamiento con glucocorticoides orales puede hacer que aparezcan recidivas al disminuir la dosis progresivamente. Puede ser necesaria la administración temporal de inmunoglobulinas o de algún preparado de anticuerpos. En los casos que no respondan al tratamiento médico, se recurriría a la esplenectomía.

- Púrpura trombótica trombocitopénica: El tratamiento consistiría en la realización de transfusiones de intercambio, plasmaféresis intensiva e infusiones de plasma reciente congelado. Inicialmente se pueden administrar esteroides. Las transfusiones de plaquetas están contraindicadas.